# ولاية ناياريت
ناياريت (بالإسبانية: Nayarit)‏، واسمها رسميا ولاية ناياريت الحرة وذات السيادة (بالإسبانية: Estado Libre y Soberano de Nayarit)‏، هي إحدى ولايات المكسيك الواحدة والثلاثين. وهي مقسمة في 20 بلدية وعاصمتها هي مدينة تبيك.
تقع الولاية في غرب المكسيك. وتحدها ولايات سينالوا في الشمال الغربي، دورانجو إلى الشمال، زاكاتيكاس إلى الشمال الشرقي وخاليسكو إلى الجنوب. إلى الغرب، فلديها حصة كبيرة من السواحل المطلة على المحيط الهادئ، بما في ذلك جزر مارياس ومارييتاس. وتحظى شواطئ سان بلاس وما يسمى بـ«ريفييرا ناياريت» بشعبية لدى السياح. ويستند اقتصاد الولاية بجانب السياحة بشكل رئيسي على الزراعة وصيد الأسماك.
الولاية هي موطن لعدد من الشعوب الأوتو أزتكية الأصلية مثل ويتشول وكورا، تعرضت المنطقة لغزو الفاتحين، مثل هرنان كورتيس ونونيو دي غوزمان، في القرن السادس عشر. واجهت الحكومة الإسبانية الصعوبات في حكم الإقليم بسبب تمرد الهنود والتضاريس الوعرة لجبال سييرا ديل نايار. تم إخضاع آخر تجمعات كورا المستقلة في عام 1722. اسم الولاية أتى من الاسم الذي أطلقه شعب كورا على أنفسهم: ناييرتي Náayerite، على ذكرى نايار، وهو أحد زعماء المقاومة.

## أعلام
- نيكولاس إيشفاريا
- خوان بيريز ميدينا
- سيرجيو غونزاليس غارسيا
- سانتياغو كورتيس ساندوفال
- جبريل غونزاليس
- حزقيال كاراسكو